# Friedrich Wilhelm Gantenberg
 Friedrich Wilhelm Gantenberg (* 14. November 1848; † 5. August 1924 in Aue) war ein Textilunternehmer und Industriepionier in Aue und erhielt 1920 für seine Verdienste die Ehrenbürgerwürde der Stadt.

## Leben und Wirken

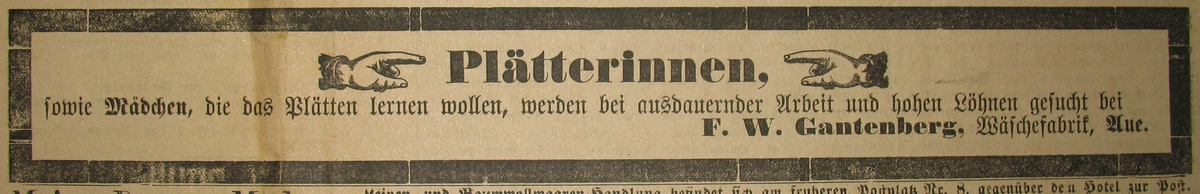
Stellenanzeige der Wäschefabrik Gantenbergs von 1889

Nach einer kaufmännischen Ausbildung eröffnete Gantenberg am 1. Oktober 1874 in Aue eine Wäschefabrik mit acht Angestellten. Die kleine Manufaktur fertigte zunächst Kragen und Manschetten für Damenbekleidung und stellte bald in zunehmendem Maß Herrenwäschestücke her. 1875 erwarb und installierte Gantenberg für den Antrieb der Webstühle eine Dampfmaschine aus Frankreich und leistete damit Pionierarbeit bei der Einführung dieser Antriebskraft in den Auer Fabriken. Laut dem Auer Heimatforscher Siegfried Sieber hat Gantenberg als erster Unternehmer in Sachsen die Dampfkraft in der Wäscheindustrie eingesetzt. Innerhalb weniger Jahre vergrößerte Gantenberg seine Produktion sowohl durch den Kauf innovativer Maschinen, wie 1879 erste Zuschneidemaschinen und eine Knopflochmaschine, als auch durch die Einstellung weiterer Arbeiter. Die Wäschefabrik belegte ein Gelände zwischen der Schulstraße, der Bahnhofstraße und dem rechten Ufer der Zwickauer Mulde. Anfang der 1890er-Jahre beschäftigte Gantenberg in seinem Unternehmen 250 Wäschereiarbeiter, weitere 350 Menschen waren in Heimarbeit für sein Unternehmen tätig. Im Werk wurden Facharbeiter ausgebildet, darunter der spätere Unternehmer Johannes Caßler.
Im Nachbarort Neustädtel (heute ein Stadtteil von Schneeberg) eröffnete Gantenberg 1899 eine Zweigniederlassung. Anlässlich des 25-jährigen Geschäftsjubiläums 1904 gründete er die König-Albert-Stiftung, die Betriebsangehörige und deren Familienmitglieder in häuslicher Not und bei Krankheit betreute und finanziell unterstützte. Um 1910 beschäftigte Gantenberg 1300 Arbeiter. Seine Heimatstadt berief ihn als Stadtrat in die kommunale Verwaltung, wo er tatkräftige Unterstützung bei der Einrichtung einer Koch- und Nähschule im alten Pfarrhaus am Neumarkt (1902) oder dem Bau einer Realschule in Aue-Zelle leistete. Bei der Vorbereitung der Auer Industrie- und Gewerbeausstellung des Jahres 1907 veranlasste Gantenberg den Guss eines Reiterstandbilds für König Albert von Sachsen und dessen Aufstellung im Zentrum des Ernst-Geßner-Platzes.

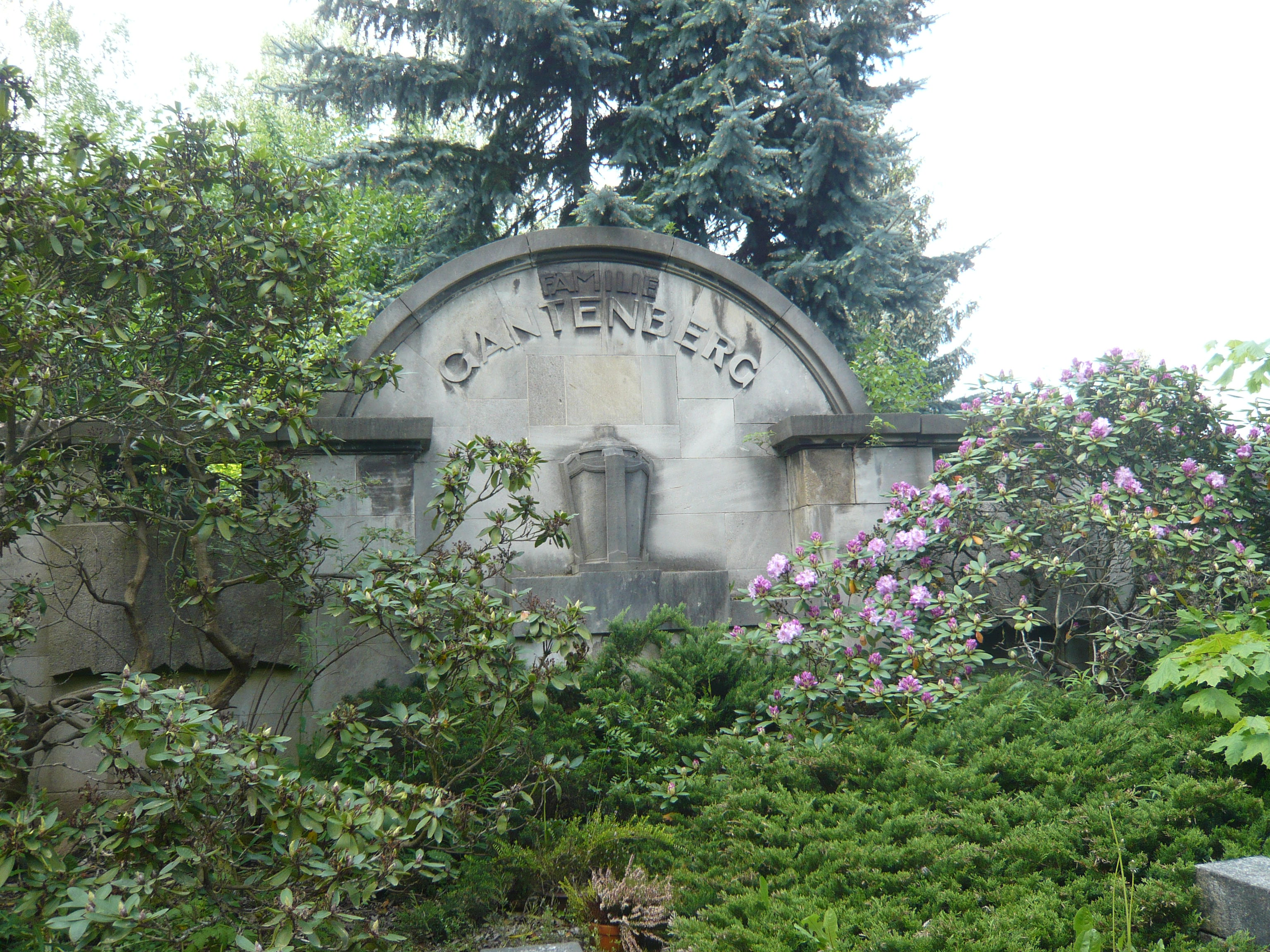
Grabstätte der Familie Gantenberg auf dem Städtischen Friedhof

Die stetig gewachsene Wäschefabrikation und der florierende Absatz der Erzeugnisse führte 1912 zur Umwandlung des Betriebes in eine Aktiengesellschaft (AG). Der Sohn Wilhelm Gantenberg trat zu Beginn des Ersten Weltkrieges in den Vorstand der AG ein und übernahm schrittweise die Geschäfte des Vaters. In der Zeit der Weltwirtschaftskrise nach dem Tod des Firmengründers ließ die Nachfrage nach Gantenbergscher Wäsche nach. 1927 erwarb der Sohn Wilhelm alle Aktien der Fabrik und löste damit die AG auf. Er betrieb die Produktion nun wieder als Privatunternehmer, musste aber 1937 Konkurs anmelden. In die beiden Versandgebäude der Bahnhofstraße zogen die neu in Aue etablierten Geldinstitute Dresdner Bank und Deutsche Bank ein.

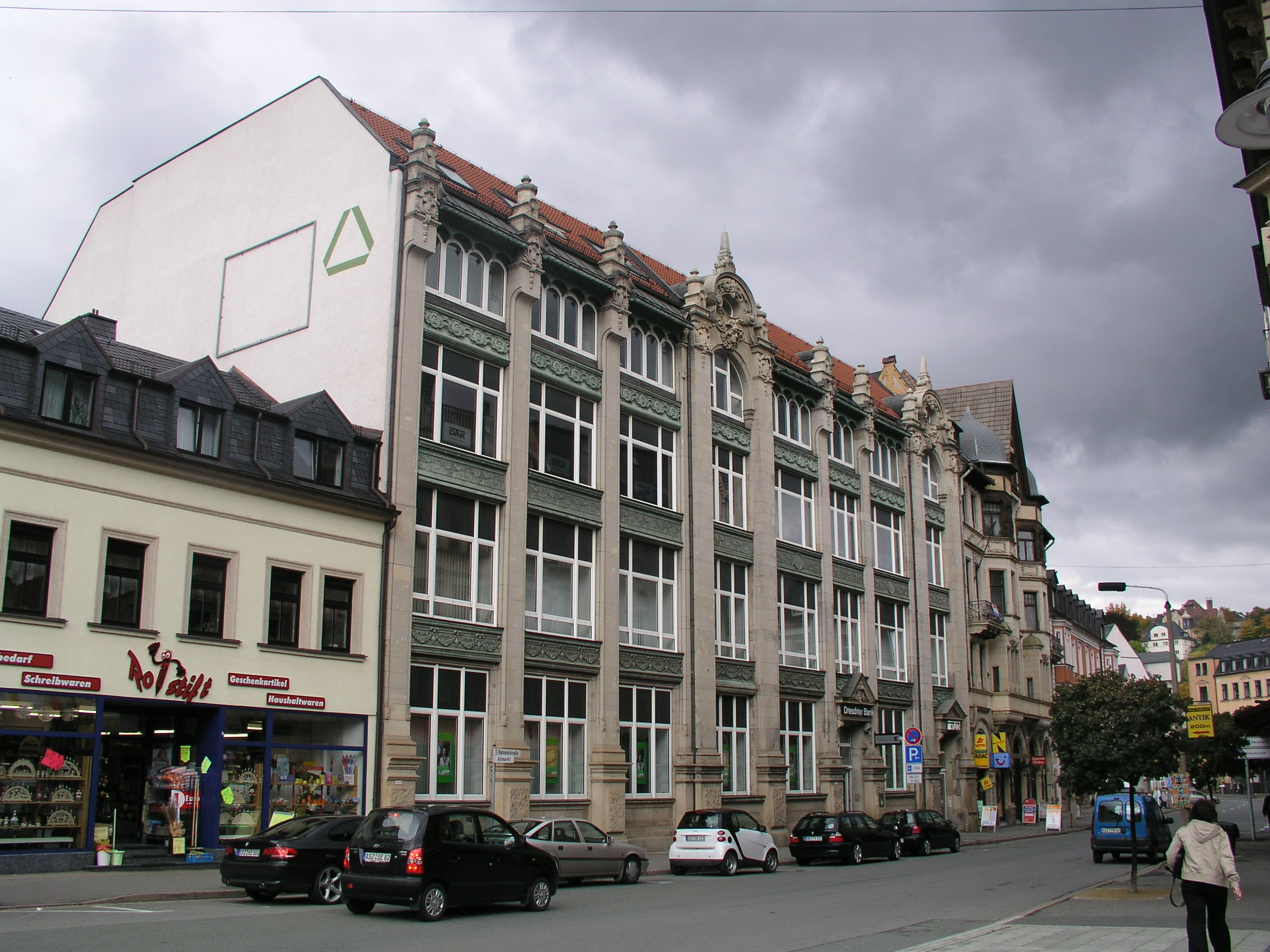
Ehemalige Wäschefabrik Gantenberg in der Bahnhofstraße

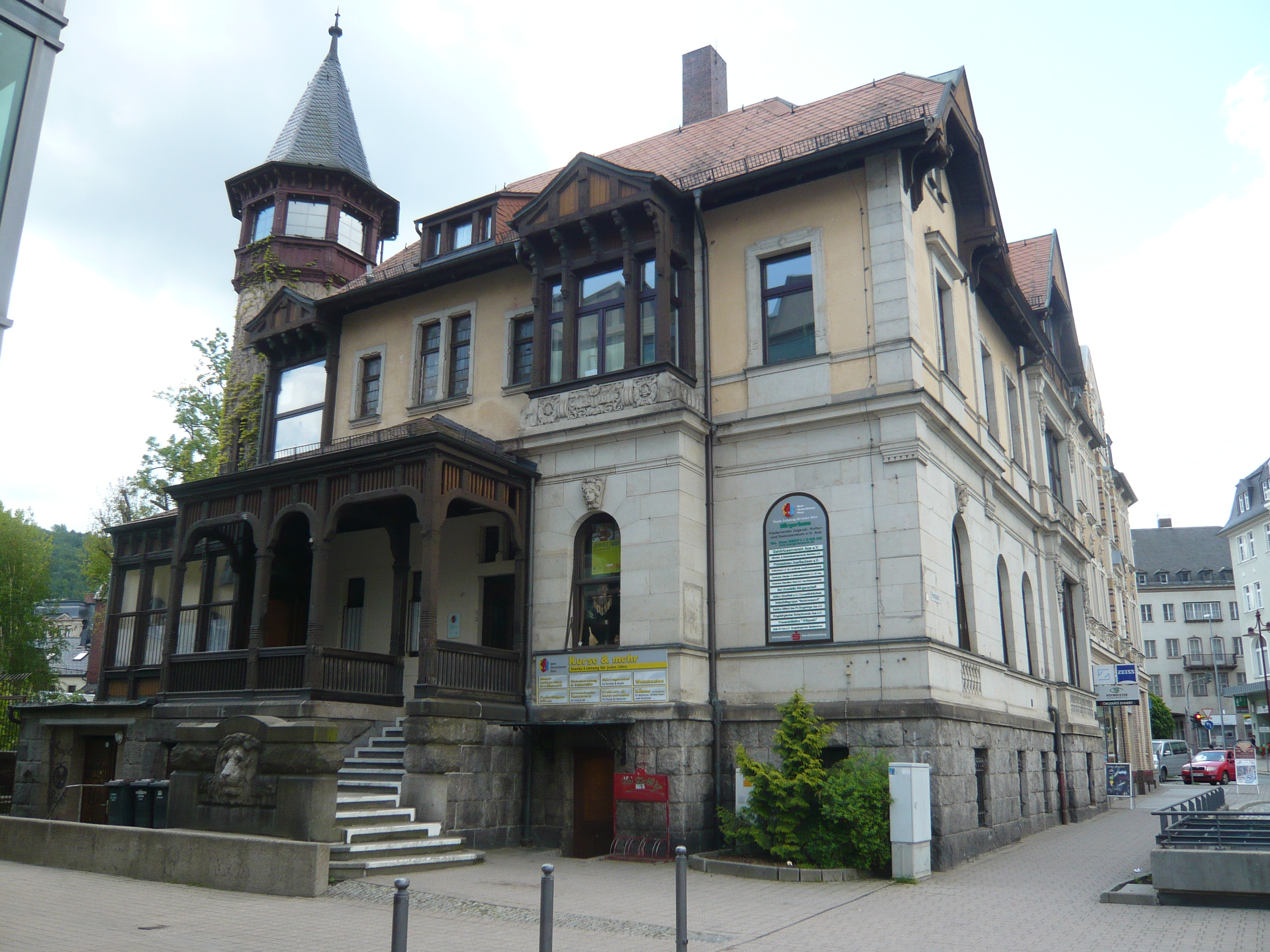
Ehemalige Villa Gantenberg

## Wohn- und Fabrikgebäude
Wegen der schnell steigenden Nachfrage war eine bauliche Vergrößerung vor allem der Bereiche Verwaltung und Versand erforderlich. 1897 erfolgte der Bau seines Wohn- und Geschäftshauses Bahnhofstraße 9 mit reich gegliederter Fassade aus einer Mischung historisierender Elemente, nach Entwürfen des aus Aue stammenden Berliner Architekten Albert Gessner. Danach ließ Gantenberg 1901/02 ein vierstöckiges Mehrzweckgebäude anstelle seines älteren Wohnhauses an der Bahnhofstraße 7 errichten. Das Gebäude erhielt eine aufwändige Sandsteinverkleidung, die horizontalen Linien werden von kupfergetriebenen Friesen betont, die senkrechten von Lisenen, auf dem Dach prangte der Schriftzug Wäschefabrik F. W. Gantenberg. Projekt und Bauleitung lag in den Händen des Architekten Max Fricke aus Leipzig. Das Gebäude, wie es sich auf dem Bild darstellt, hat 1913 eine Erweiterung um drei Fensterachsen erfahren. Der Auftrag Gantenbergs an Max Fricke enthielt u. a. auch eine stählerne Brücke über die Zwickauer Mulde und die Jugendstil-Villa am Ernst-Geßner-Platz (dem heutigen Postplatz), die er 1906 errichten ließ. Das Anwesen lag am linken Ufer der Zwickauer Mulde gegenüber seiner Fabrik und besaß einen großen Garten.
Durch einen weiteren Neubau, einem Wohn- und Geschäftshaus an der Schulbrücke (Schulstraße), wurde 1922 der Firmensitz noch einmal erweitert. Mit dem Entwurf war wieder ein namhafter Architekt betraut, Gustav Hacault aus Zwickau.
Das Wohnhaus am Ernst-Geßner-Platz hatte Wilhelm Gantenberg an Max Adler, einen Kinobesitzer aus Oelsnitz, verkauft, der es wiederum der Auer-NSDAP-Zentrale überließ. Das Gelände der Wäschefabrik erwarb die Firma Ebert und Kropp, die hier einen Zweigbetrieb eröffnete.
Nach dem Ende des Zweiten Weltkrieges wurden 1946 in Sachsen die meisten Fabrikanten im Ergebnis eines Volksentscheids enteignet. Die Wohnvilla der Familie Gantenberg fiel in den Besitz der Stadt. Nach mehrfachem Wechsel der Nutzer dient sie heute als Bürgerhaus Aue vielfältigen sozialen und kulturellen Zwecken. Die ehemaligen Produktionsgebäude wurden in den 1950er-Jahren durch die Stadtverwaltung modernisiert, erhielten neue technische Ausstattungen und wurden 1959 als Polytechnisches Kombinat „A. S. Makarenko“ eröffnet. Dieses Kombinat diente der Bildung und Erziehung der Kinder durch Arbeit auf der Grundlage der Empfehlungen des sowjetischen Pädagogen Anton Semjonowitsch Makarenko. Schüler aller Bildungseinrichtungen der Stadt Aue erwarben hier praktische Fähigkeiten im Bedienen von Maschinen und anderer Technik. Das Kombinat bestand bis zum Ende der DDR 1990. Gegenwärtig arbeitet dort das Bildungszentrum Erzgebirge GmbH, das sich der Qualifizierung von Umschülern widmet und Praktika für Auszubildende veranstaltet.
Die Verwaltungs- und späteren Bankgebäude in der Bahnhofstraße erfuhren ebenfalls etliche Nutzungsänderungen. Nach der Wende 1990 bekamen die Bankgesellschaften die Häuser zurück. Sie ließen die unzerstört gebliebenen Baukörper sanieren und nutzen sie wieder. Das erste Gantenbergsche Verwaltungsgebäude und die Wohnvilla wurden in die Liste der Kulturdenkmale des Landes Sachsen aufgenommen.

## Ehrung
Friedrich Wilhelm Gantenberg wurde 1920 wegen seiner Verdienste um die Entwicklung der Stadt Aue die Ehrenbürgerwürde verliehen.